# Willis Augustus Lee
Willis Augustus Lee   (comtat d'Owen, 11 de maig de 1888 - Portland, 25 d'agost de 1945) fou un vicealmirall de la marina dels Estats Units durant la Segona Guerra Mundial.

## Biografia
Va néixer l'11 de maig de 1888 a la ciutat de Natlee, població situada a l'estat de Kentucky. Va morir el 25 d'agost de 1945 a la ciutat de Portland, situada a l'estat de Maine, a conseqüència d'un atac de cor.

## Carrera militar
Va entrar a l'acadèmia militar naval l'any 1904, graduant-se el 1908. En la dècada del 1910 fou tripulació de diversos vaixells de guerra nord-americans, participant en l'ocupació nord-americana de Veracruz l'any 1914 en el marc de la Revolució Mexicana. Durant la Primera Guerra Mundial serví en diversos destructors nord-americans.
Durant la Segona Guerra Mundial fou comandant de la divisió sisena que participà en la victòria nord-americana en la batalla de Guadalcanal l'any 1942. En finalitzar aquesta batalla fou guardonat amb la Creu de la Marina. El 1944 fou ascendit a vicealmirall i s'ocupà de la flota nord-americana de la zona del Pacífic, sent traslladat a la zona de l'Atlàntic el 1945.

## Carrera esportiva
Expert en tir olímpic va participar, als 31 anys, en els Jocs Olímpics d'Estiu de 1920 realitzats a Anvers (Bèlgica), on aconseguí guanyar set medalles olímpiques, cinc d'or, una de plata i una altra de bronze. Juntament amb el seu company Lloyd Spooner finalitzà aquells Jocs amb 7 medalles, un rècord igualat en els Jocs Olímpics d'Estiu de 1960 realitzats a Roma (Itàlia) pel gimnasta soviètic Boris Shakhlin i superat en els Jocs Olímpics d'Estiu de 1980, realitzats a Moscou (Unió Soviètica), pel gimnasta soviètic Alexander Dityatin que aconseguí guanyar vuit medalles.